# Ludwig von Comini

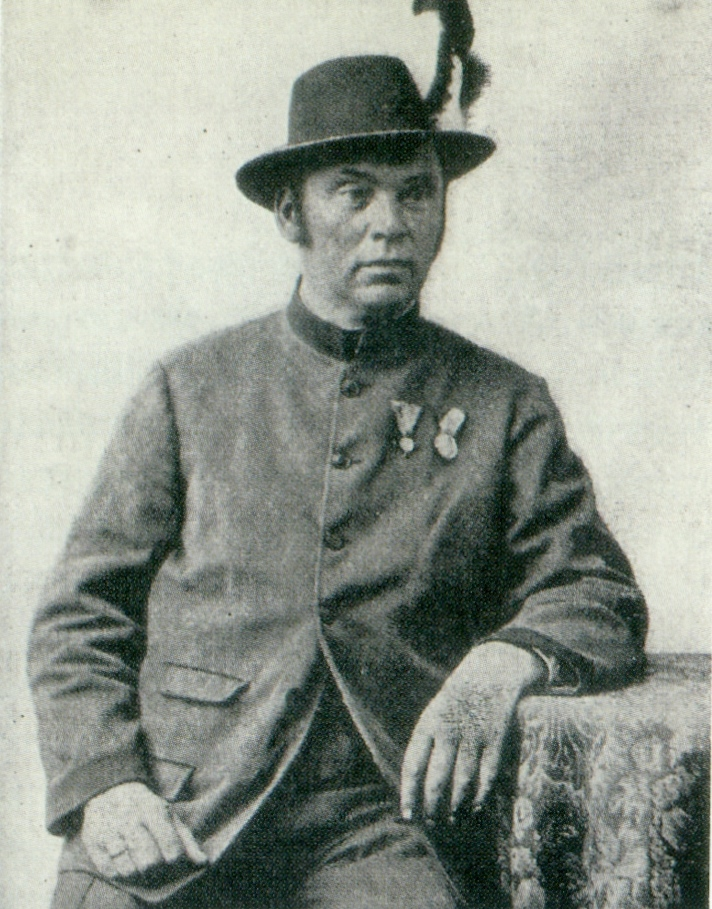
Ludwig von Comini

Ludwig von Comini, Edler zu Sonnenberg (* 19. Juni 1814 in Innsbruck; † 18. Jänner 1869 in Bozen-Dorf) war ein österreichischer Agronom, Gutsherr und Politiker, der als Entdecker des Schlauchpilzes Oidium Tuckeri gilt, der die Traubenfäule (Rebenmehltau) hervorruft. Er entwickelte zur Behandlung der Traubenfäule die Schwefelbestäubung.

## Familiengeschichte, Leben und Werk
Ludwig von Cominis Vater, Michael Comini (1766–1842) stammte aus Cassano am Sulzberg und war hochangesehener Arzt im Fleimstal und in Brixen. 1799 wurde er aufgrund seiner Verdienste von Kaiser Franz II in den erblichen Adelsstand erhoben und heiratete im gleichen Jahr in Mühlbach Maria Theresia von Preu zu Koburg und Lusenegg, deren Vater Ignaz Jakob Pfleger und Richter von Rodeneck war.
Von Comini wurde 1814 in Innsbruck geboren und besuchte dort das 
Gymnasium und von 1834 bis 1836 die Forstakademie in Mariabrunn bei Wien. Von Comini war von 1837 bis 1851 als Förster in verschiedenen Bezirken des südlichen Tirols im Einsatz. Von Comini heirate 1840 in Mals die Boznerin Anna Maria von Tschiderer, die ihm sechs Kinder gebar, eine Großnichte des Bischofs Johann Nepomuk von Tschiderer und übernahm 1849 ein Weingut in Bozen, das seine Frau geerbt hatte. 1851 ging von Comini in Pension und widmete sich fortan dem 9620 Klafter (etwa 3,46 ha) großen Weingut in Bozen-Dorf und im Bozner Boden. 1851 entdeckte von Comini, dass sein Weingut mit Mehltau befallen war. Und begann sofort mit Gegenmitteln zu experimentieren, ab 1853 versuchte er den Mehltau mit Schwefel zu bekämpfen. Nachdem er sich von dessen Wirksamkeit überzeugt hatte, begann von Comini mit Schriften, die in deutscher und italienischer Sprache erschienen, für seine Methode der Behandlung des Weinmehltaus zu werben, was ihm den Übernamen Schwefelapostel einbrachte.
1861 wurde von Comini vom adeligen Großgrundbesitz in den ersten gewählten Landtages des Kronlandes Tirol gewählt und schloss sich der liberalen Partei an. Von Comini blieb bis 1867 Mitglied des Landtags und starb 1869 auf seinem Ansitz Kallegrube in Bozen-Dorf.

## Auszeichnungen
- Diamantene Nadel, für seine Verdienste um die Landwirtschaft, verliehen von Statthalter Erzherzog Karl Ludwig von Österreich[1]
- Ehrenbürgerschaft der Gemeinde Algund 1862[7]
- Benennung von Straßen in Algund, Meran und im Bozner Stadtviertel Oberau-Haslach

## Werke
- Die Traubenfäule und ihre Folgen mit besonderer Berücksichtigung ihres epidemischen Charakters in der Gegend von Bozen nebst einer Zusammenstellung aller gegen dieselbe angewendeten Mittel. Pfaundler, Innsbruck-Bozen 1858
- Offenes Schreiben an die Weingutbesitzer. Wagner, Innsbruck 1860
- Ai viticultori: Lettera di Lodovico de Comini. G. Seisler, Trento 1860 (italienische Übersetzung der vorigen Publikation)
- Dissertazione istruttiva sull'uso dello zolfo contro la malattia dell'uva. Wohlgemuth, 1864